# Linia kolejowa Saint-Pierre-d’Albigny – Bourg-Saint-Maurice
Linia kolejowa Saint-Pierre-d’Albigny – Bourg-Saint-Maurice – linia kolejowa we Francji. Łączy Saint-Pierre-d’Albigny z Bourg-Saint-Maurice przez Albertville. Linia biegnie przez część Alp francuskich, w dolinie będącej jednym z największych skupisk kurortów narciarskich na świecie.
Jest użytkowana przez pociągi TGV w okresie zimowym, TER przez cały rok oraz przez wielu lokalnych przewoźników.
Linia była wybudowana etapami:
- 27 października 1879: Saint-Pierre-d’Albigny – Albertville
- 1 czerwca 1893[1]: Albertville - Moûtiers
- 20 listopada 1913: Moûtiers - Bourg-Saint-Maurice